# Calvaire de la Mission des Rédemptoristes
Le Calvaire de la Mission des Rédemptoristes est un calvaire situé sur le territoire de la commune belge de Court-Saint-Étienne, dans la province du Brabant wallon.

## Historique
Le calvaire de la mission a été élevé à ses frais par la comtesse d’Auxy, née baronne de Beckman, en souvenir de son fils défunt et également en souvenir d’une mission prêchée en 1836 par les rédemptoristes et à la suite de laquelle une vingtaine de jeunes filles prirent le voile,.

## Statut patrimonial
Non classé, le calvaire fait cependant l'objet d'une « inscription » comme monument et figure à l'Inventaire du patrimoine culturel immobilier de la Région wallonne sous la référence 25023-INV-0031-02.

## Description

### L'édifice
Situé au sommet d'une butte et précédé d'une longue drève de tilleuls têtards, le monument se dresse face au n° 61 de la rue Defalque, qui monte vers le cimetière de Court-Saint-Étienne,, et s'appelait jadis rue du Calvaire.
Il consiste en un grand auvent voûté en cul-de-four du XIXe siècle, enduit et peint en blanc, surmonté d'un gable et flanqué de deux colonnes d'ordre toscan.
Le gable et les colonnes sont surmontés chacun d'une croix.

Calvaire de la Mission des Rédemptoristes
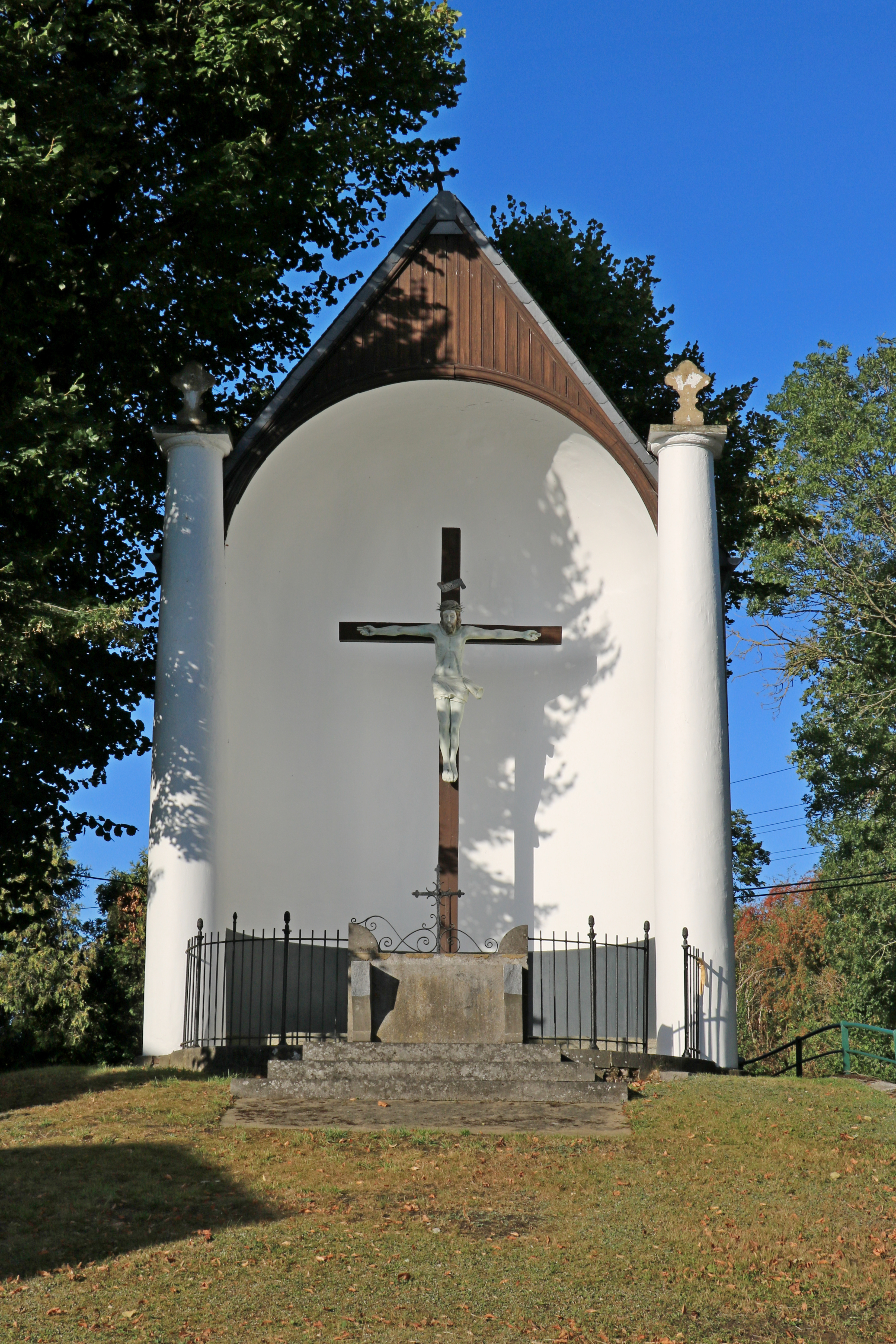
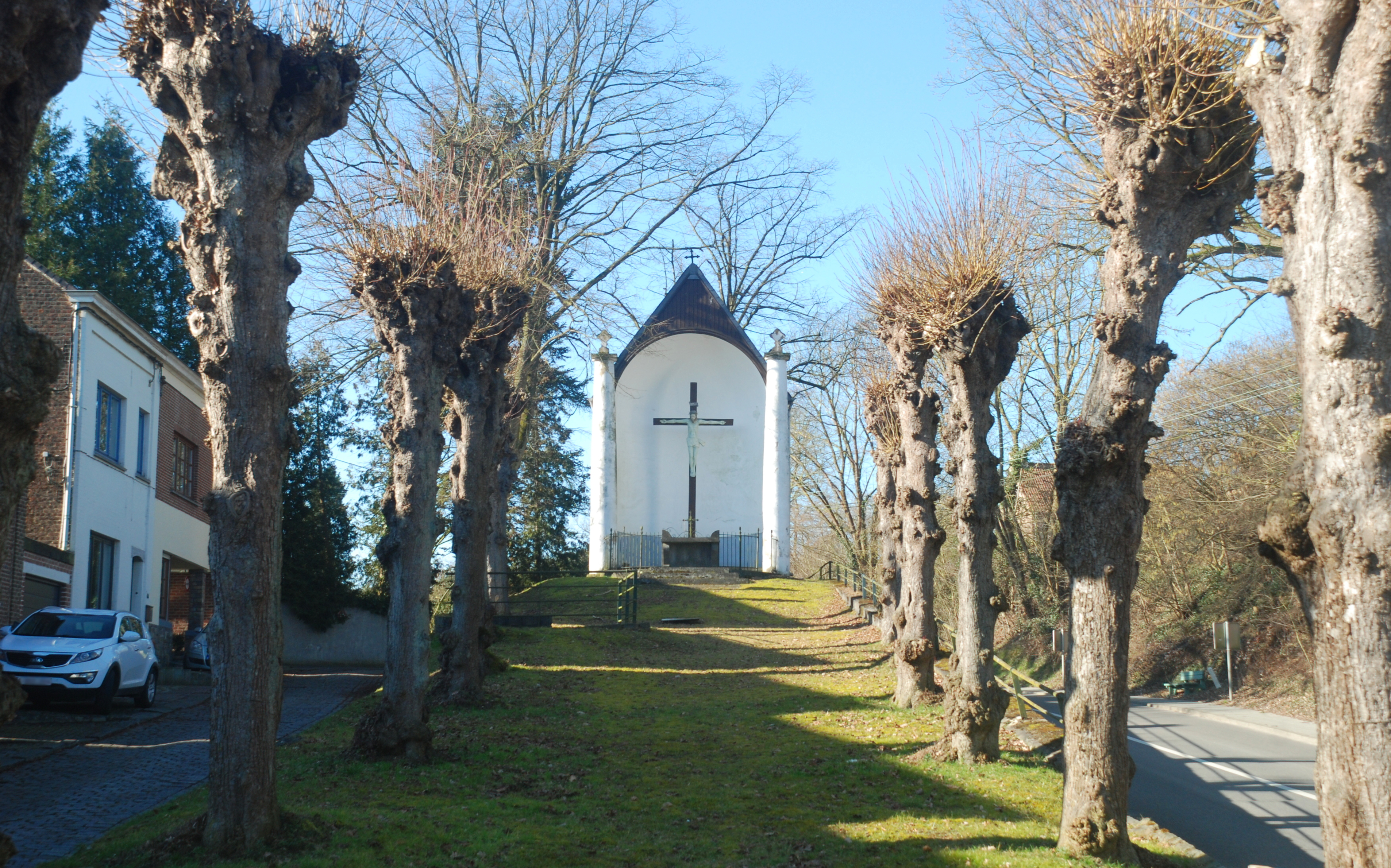
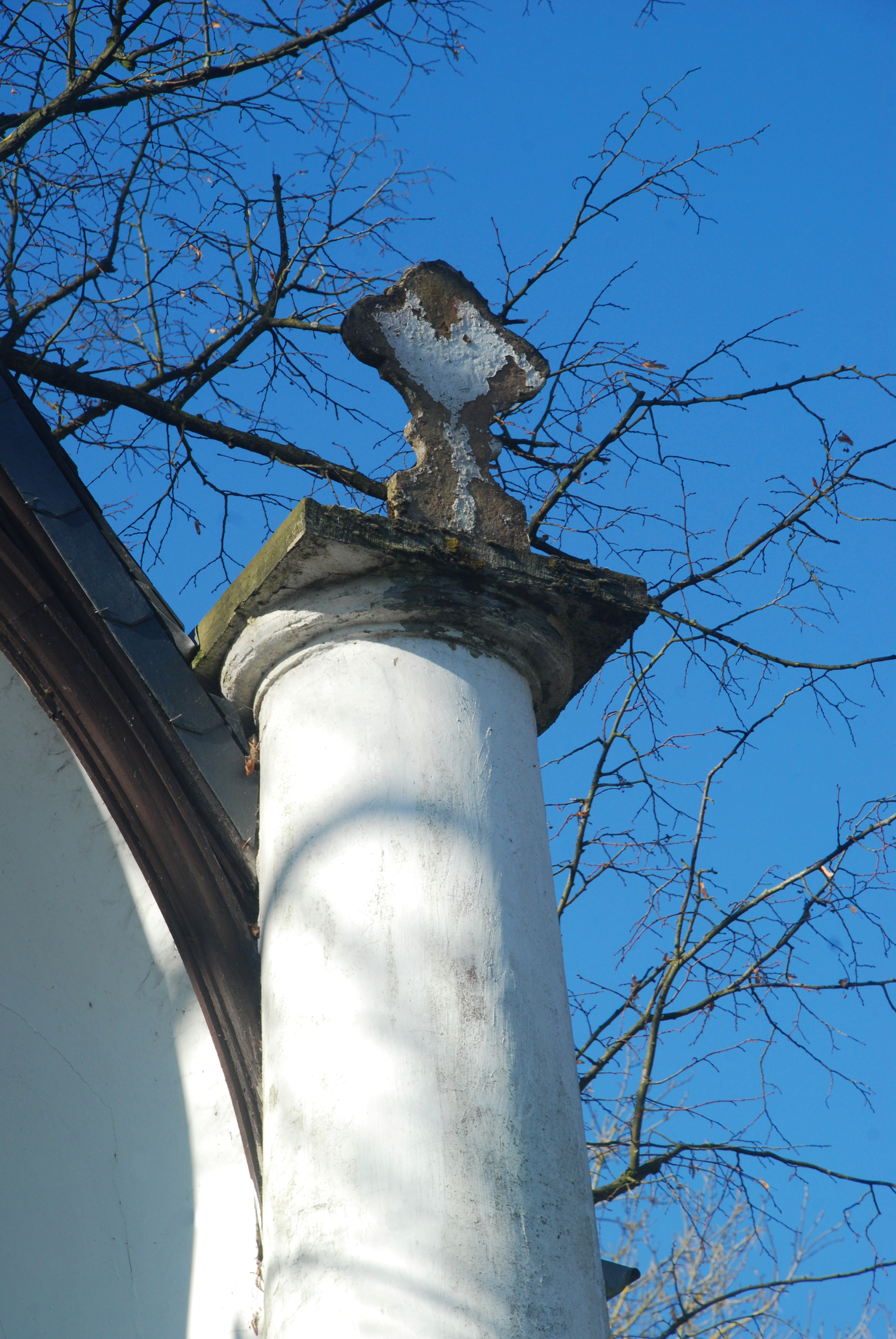

### Le Christ et l'autel
Sous l'auvent, se dresse une grand croix qui portait à l'origine un Christ en bois gothique des XVe et XVIe siècles, qui est maintenant déposé en sûreté à l'intérieur de l'église Saint-Étienne,. La croix porte aujourd’hui une copie fidèle de ce Christ.
L'auvent abrite également un autel en pierre brisé par le temps dont la face intérieure est gravée de la mention : Priez Dieu Pour l'âme / du Cte P.Eu d'Auxy / Décédé à Court-Saint-Étienne le 12 Août 1855.
Le monument est fermé d'une grille de clôture métallique placée derrière l'autel.

Le Christ et l'autel
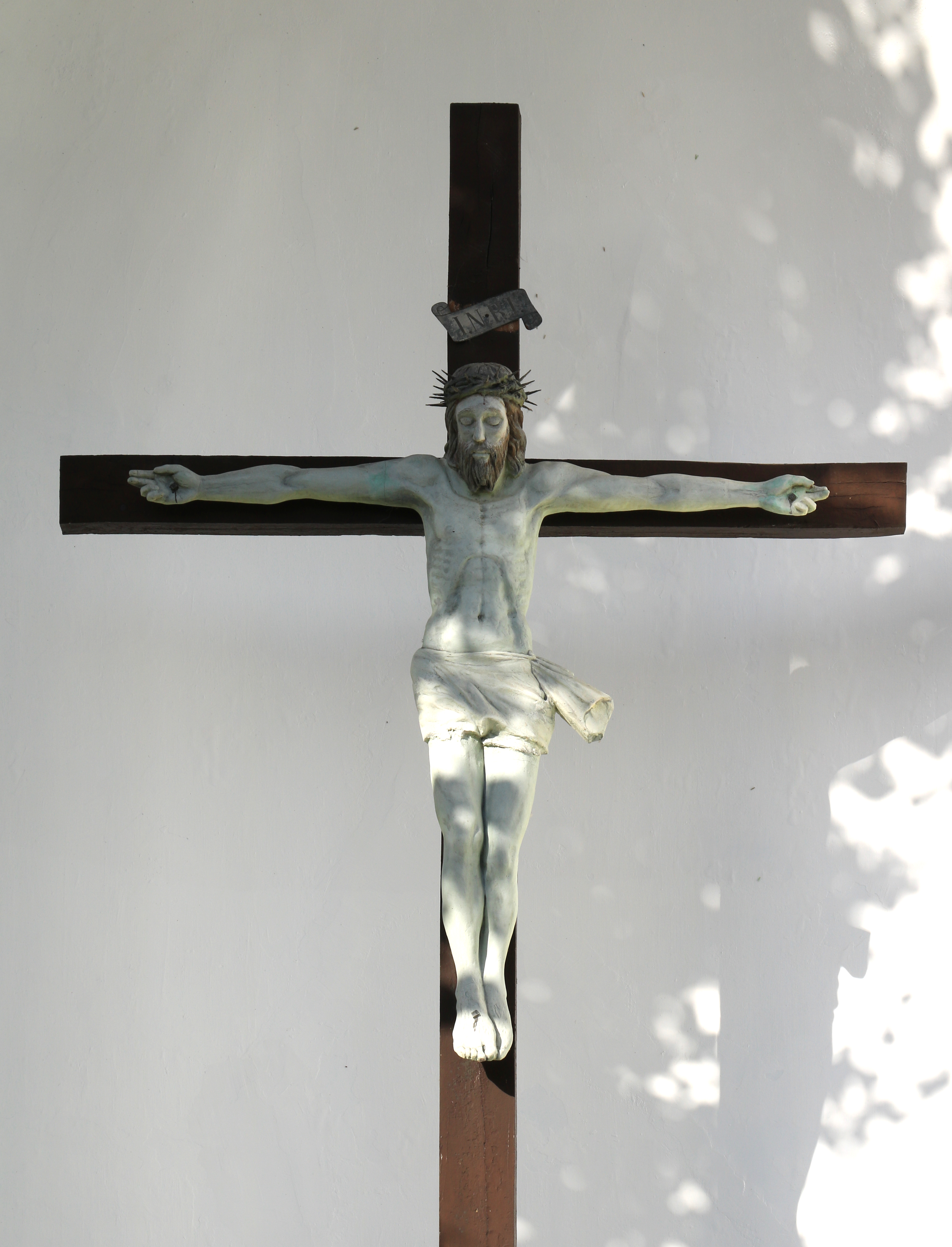
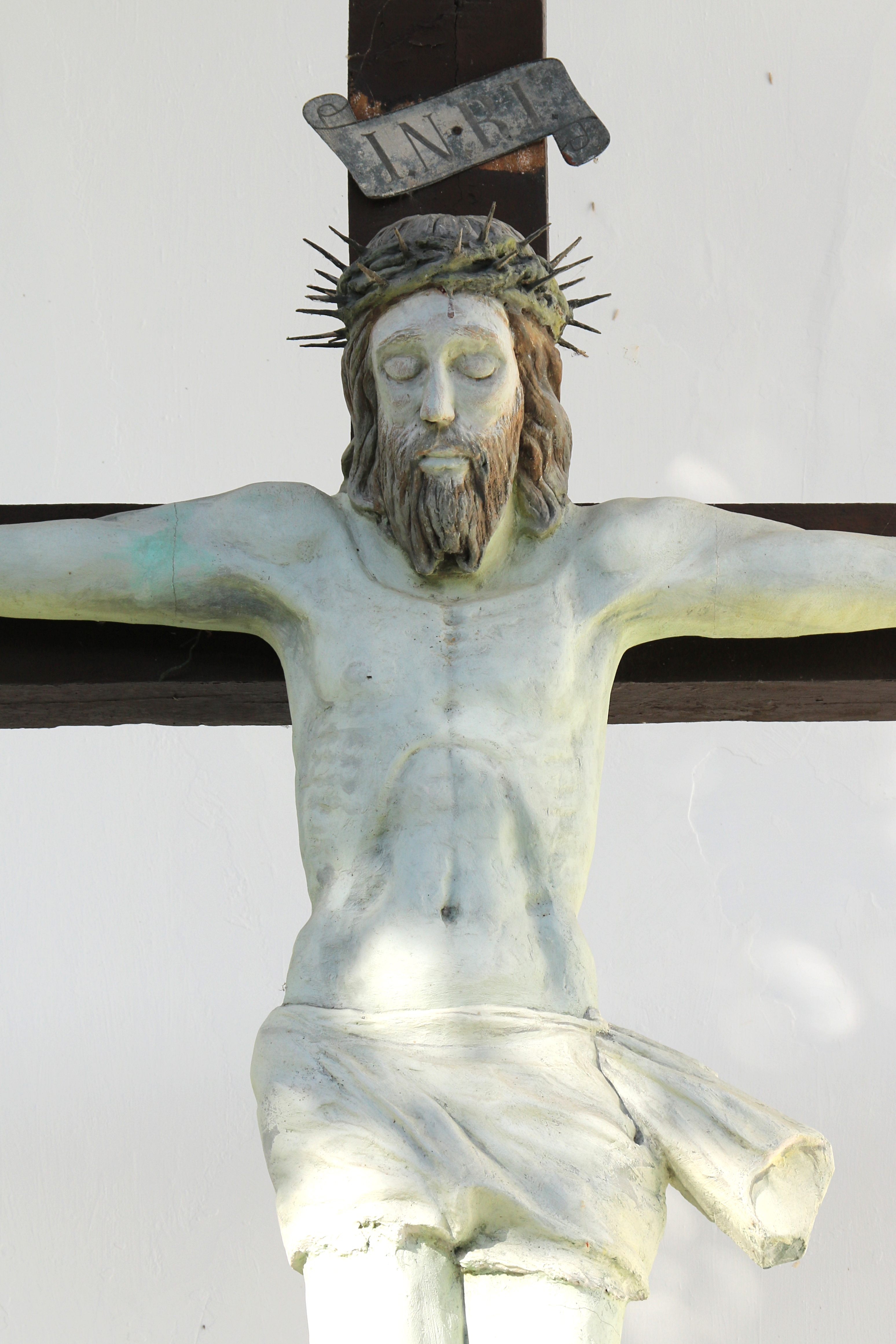
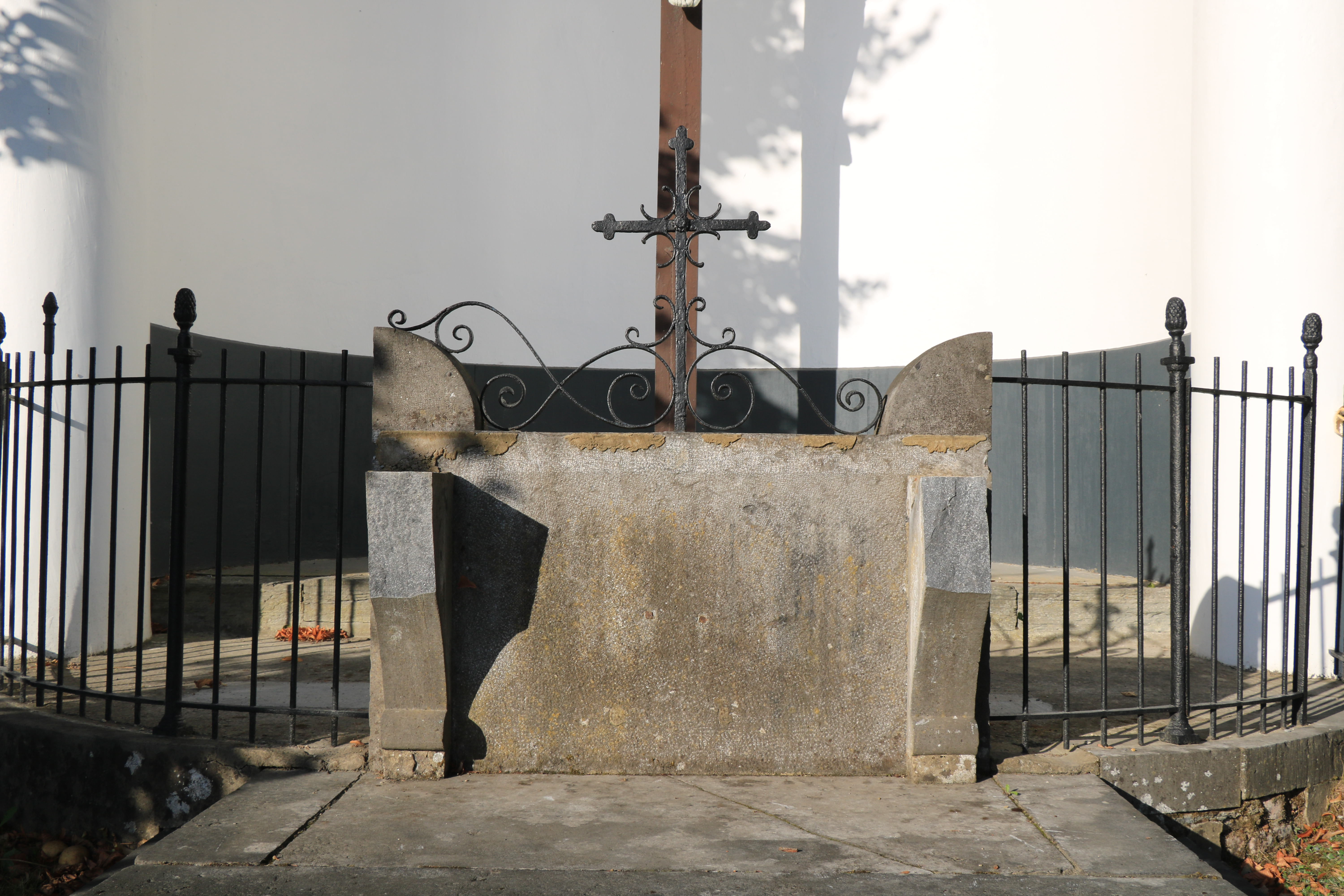